# 纳尔逊纪念碑

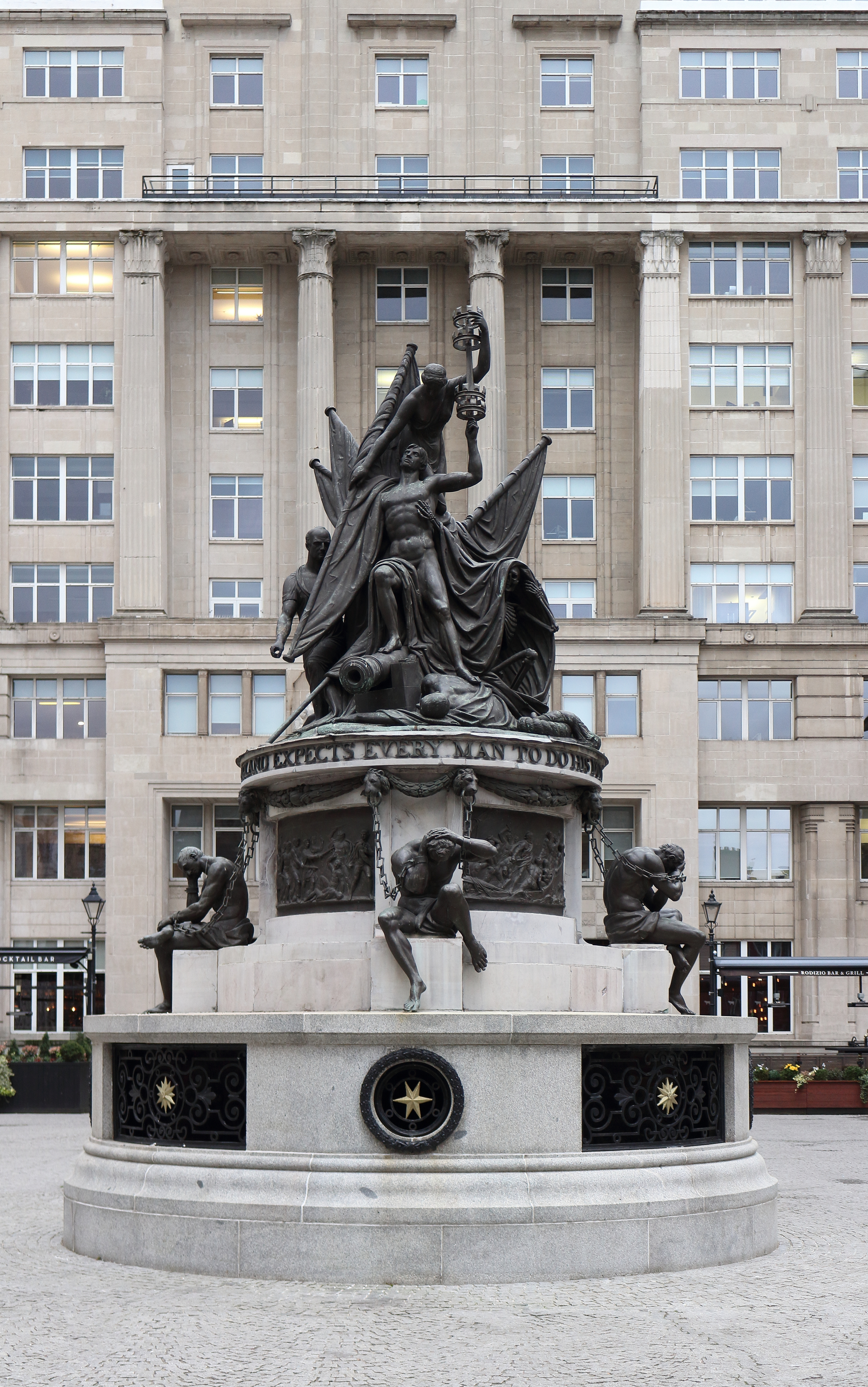
纳尔逊纪念碑

纳尔逊纪念碑（Nelson Monument）是海军第一代纳尔逊子爵霍雷肖·纳尔逊的纪念碑，位于英国利物浦的利物浦市政厅以北。它由Matthew Cotes Wyatt设计，由理查德·韦斯特马科特雕刻，于1813年揭幕。

## 历史
1805年，利物浦市议会决定在交易所附近的显著地点建立一座纪念碑，纪念纳尔逊在特拉法加海战的胜利，并投票支付1000英镑用于设计和建设。在两个月内，收到的基金总额达到8,930英镑。Matthew Cotes Wyatt的设计获胜，在1809年签署合同，并由理查德·韦斯特马科特协助。 1812年7月15日奠基，1813年10月21日揭幕，这一天是纳尔逊逝世八周年。1866年，纪念碑因交易大厦扩建而迁至现址。基座则由威斯特摩兰石改为花岗岩。

## 描述
纪念碑总高度为29英尺（8.8），包括石基座和青铜雕象。基座周长95英尺4英寸（29.1）。雕像代表纳尔逊的主要胜仗：圣文生角战役、尼罗河河口海战、哥本哈根战役和特拉法加海战。
该纪念碑是利物浦的第一个公共雕塑项目，并列为II*级登录建筑。